# Потвен, Дени
Дени́ Шарль Потве́н (фр. Denis Charles Potvin; 29 октября 1953, Ванье, Онтарио, Канада) — канадский хоккеист, четырёхкратный обладатель Кубка Стэнли, бывший защитник и капитан клуба НХЛ «Нью-Йорк Айлендерс». Также является трёхкратным обладателем Трофея Джеймса Норриса, вручаемого лучшему защитнику в сезоне лиги. Был включён в Зал хоккейной славы в 1991 году. После окончания карьеры работал комментатором на матчах «Оттавы», сейчас комментирует матчи «Флориды».

## Биография

### Карьера игрока
После пятилетней игровой карьеры в юниорском клубе из Оттавы, Потвен был выбран первым номером на Драфте 1973 года клубом Нью-Йорк Айлендерс, который в предшествующем сезоне показал худший результат в современной истории НХЛ. Сразу после того, как менеджер Билл Торри выбрал Дени, генеральный менеджер «Монреаль Канадиенс» Сэм Поллок подошёл к Торри, надеясь обменять Потвена. Сэм хотел предложить нескольких зрелых игроков в обмен на Дени, но Торри отклонил предложение, почувствовав, что Потвен будет важным игроком в его команде.
После вступления в клуб, Потвен захотел взять номер «7», но был вынужден взять номер «5», так как номер «7» был занят форвардом Жерменом Ганьоном. Дени подавал большие надежды: одни считали его спасителем «Айлендерс», другие — следующим «Бобби Орром». Хотя он и не вёл игру, как Орр, он сразу стал звездой, выиграв Колдер Трофи как новичок года сезона 1973/74. После ухода Орра к конце 1970-х, Потвен стал известен как один из лучших защитников, наряду с Лэрри Робинсоном.
Вне льда, Потвен был умным, красноречивым и откровенным. Несмотря на это, в 1970-х годах он был несколько высокомерен, чем часто выводил из себя товарищей по команде. Он настроил против себя многих болельщиков, заявив, что в Кубке Канады 1976 года играл лучше Бобби Орра. Однако, став старше, Дени стал отличным лидером и научился использовать эти свои качества для того, чтобы положительно влиять на своих товарищей.
Лучшим сезоном Потвена, несомненно, был сезон 1979 года, по итогам которого он стал вторым защитником в истории лиги (первым был Орр), которому удалось забить 30 голов и набрать 100 очков по итогам сезона. В этом сезоне он получил третий Трофей Джеймса Норриса, а «Айлендерс» были первыми по итогам регулярного сезона. Однако, несмотря на то, что у «Айлендерс» были большие шансы на победу в полуфинале против «Нью-Йорк Рейнджерс», талантливые, но молодые «Островитяне» проиграли в шести матчах. После окончания регулярного сезона, Кларк Гиллис передал Дени свою капитанскую повязку, обладателем которой Потвен оставался до 1987 года. В сезоне 1979/80, первом капитанском для Потвена, его «Айлендерс» взяли первый Кубок Стэнли. Дени стал ключевой фигурой команды: вдобавок к тому, что «Айлендерс» выиграли Кубок четыре раза подряд и пять раз подряд выходили в финал, за всё время его капитанства команда каждый раз выходила в плей-офф.
Потвен закончил карьеру как лидер лиги по голам и набранным очкам среди защитников. Его достижение позже было побито Рэймондом Бурком, Полом Коффи и другими игроками, и сейчас он является пятым по количеству голов и седьмым — по очкам за карьеру среди защитников.
Дени был более традиционным защитником, чем Бобби Орр. В среднем за игру он набирал чуть меньше, чем одно очко (0,992), в то время как Орр в среднем набирал 1,39 очка за игру. В конце карьеры Потвен пострадал от множества травм, которые отрицательно сказались на его игре. Его последним сезоном стал сезон 1987/88. В 1993 году он получил предложение от Майка Кинана вернуться в хоккей и играть за злейшего врага «Айлендерс», «Нью-Йорк Рейнждерс».

## Статистика за карьеру
| 1968-69     | Ottawa 67's         | OHA         | 46   | 12  | 25  | 37   | 83   | —   | —  | —   | —   | —   |
| 1969-70     | Ottawa 67’s         | OHA         | 42   | 13  | 18  | 31   | 97   | 5   | 2  | 1   | 3   | 9   |
| 1970-71     | Ottawa 67’s         | OHA         | 57   | 20  | 58  | 78   | 200  | 11  | 4  | 6   | 10  | 26  |
| 1971-72     | Ottawa 67’s         | OHA         | 48   | 15  | 45  | 60   | 188  | —   | —  | —   | —   | —   |
| 1972-73     | Ottawa 67’s         | OHA         | 61   | 35  | 88  | 123  | 232  | 9   | 6  | 10  | 16  | 22  |
| 1973-74     | Нью-Йорк Айлендерс  | НХЛ         | 77   | 17  | 37  | 54   | 175  | —   | —  | —   | —   | —   |
| 1974-75     | Нью-Йорк Айлендерс  | НХЛ         | 79   | 21  | 55  | 76   | 105  | 17  | 5  | 9   | 14  | 30  |
| 1975-76     | Нью-Йорк Айлендерс  | НХЛ         | 78   | 31  | 67  | 98   | 100  | 13  | 5  | 14  | 19  | 32  |
| 1976-77     | Нью-Йорк Айлендерс  | НХЛ         | 80   | 25  | 55  | 80   | 103  | 12  | 6  | 4   | 10  | 20  |
| 1977-78     | Нью-Йорк Айлендерс  | НХЛ         | 80   | 30  | 64  | 94   | 81   | 7   | 2  | 2   | 4   | 6   |
| 1978-79     | Нью-Йорк Айлендерс  | НХЛ         | 73   | 31  | 70  | 101  | 58   | 10  | 4  | 7   | 11  | 8   |
| 1979-80     | Нью-Йорк Айлендерс* | НХЛ         | 31   | 8   | 33  | 41   | 44   | 21  | 6  | 13  | 19  | 24  |
| 1980-81     | Нью-Йорк Айлендерс* | НХЛ         | 74   | 20  | 56  | 76   | 104  | 18  | 8  | 17  | 25  | 16  |
| 1981-82     | Нью-Йорк Айлендерс* | НХЛ         | 60   | 24  | 37  | 61   | 83   | 19  | 5  | 16  | 21  | 30  |
| 1982-83     | Нью-Йорк Айлендерс* | НХЛ         | 69   | 12  | 54  | 66   | 60   | 20  | 8  | 12  | 20  | 22  |
| 1983-84     | Нью-Йорк Айлендерс  | НХЛ         | 78   | 22  | 63  | 85   | 87   | 20  | 1  | 5   | 6   | 28  |
| 1984-85     | Нью-Йорк Айлендерс  | НХЛ         | 77   | 17  | 51  | 68   | 96   | 10  | 3  | 2   | 5   | 10  |
| 1985-86     | Нью-Йорк Айлендерс  | НХЛ         | 74   | 21  | 38  | 59   | 78   | 3   | 0  | 1   | 1   | 0   |
| 1986-87     | Нью-Йорк Айлендерс  | НХЛ         | 58   | 12  | 30  | 42   | 70   | 10  | 2  | 2   | 4   | 21  |
| 1987-88     | Нью-Йорк Айлендерс  | НХЛ         | 72   | 19  | 32  | 51   | 112  | 5   | 1  | 4   | 5   | 6   |
| Всего в OHA | Всего в OHA         | Всего в OHA | 254  | 95  | 234 | 329  | 800  | 25  | 12 | 17  | 29  | 57  |
| Всего в НХЛ | Всего в НХЛ         | Всего в НХЛ | 1060 | 310 | 742 | 1052 | 1356 | 185 | 56 | 108 | 164 | 253 |

* = Чемпион Кубка Стэнли

## Достижения
- Закончил карьеру с 310 голами и 742 голевыми пасами, набрав в общей сложности 1052 очка (на тот момент — лидер НХЛ по этим показателям среди защитников) в 1060 играх.
- Первый защитник НХЛ, набравший 1000 очков за карьеру.
- Закончил карьеру как лидер по голам, пасам и очкам в плей-офф среди защитников.
- 75-й по очкам за всю историю.
- Его номер «5» был выведен из обращения в 1992, первым из шести игроков «Айлендерс».
- Один из двух игроков (второй — Брайан Тротье), сыгравших 1000 матчей за «Айлендерс»